# Metastasi (saggio)
Metastasi è un reportage scritto da Gianluigi Nuzzi e Claudio Antonelli, pubblicato dall'editore milanese Chiarelettere nel 2010 e giunto in pochi mesi alla 4ª edizione.

## Trama
Costruito con i ritmi di un romanzo criminale, fra colpi di scena e storie agghiaccianti, il saggio-inchiesta firmato da Nuzzi e Antonelli (entrambi giornalisti del quotidiano milanese Libero, inviato l'uno e responsabile della redazione economica l'altro) si apre con le rivelazioni del collaboratore di giustizia Giuseppe Di Bella, per decenni amico e fiduciario del boss calabrese emigrato in Lombardia Franco Coco Trovato. Il libro ricostruisce così la rete delle infiltrazioni della 'ndrangheta nel Nord Italia, soprattutto in Lombardia, dove, oltre a controllare traffici di armi e di droga, è presente nelle varie attività produttive e detiene anche importanti quote di liquidità, il sistema del recupero crediti e gran parte degli immobili commerciali. Nelle sue pagine si delinea anche la trama di rapporti e complicità, di amicizie ed affari, che lega la criminalità al mondo della politica e a quello dell'imprenditoria.

## Edizioni
- Gianluigi Nuzzi e Claudio Antonelli, Metastasi. Sangue, soldi e politica tra Nord e Sud. La nuova 'ndrangheta nella confessione di un pentito, Milano, Chiarelettere, 2010. ISBN 978-88-6190-110-0.